# Martin Buber

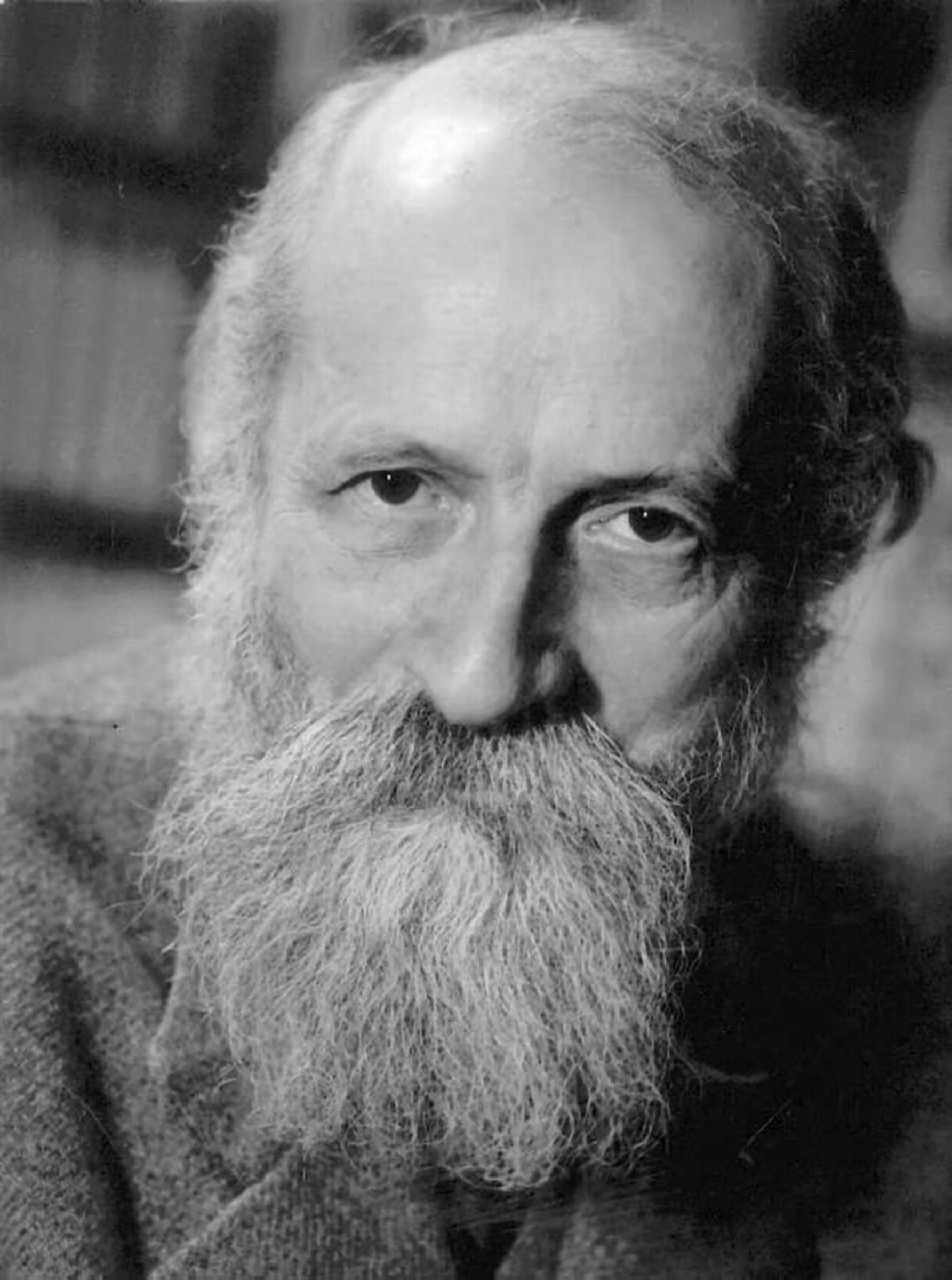
Martin Buber

Martin Buber (héber מרטין בובר, Bécs, 1878. február 8. – Jeruzsálem, 1965. június 13.) izraeli–osztrák vallásfilozófus. A dialógusfilozófia és az ún. vallásos egzisztencializmus fontos képviselője. Jelentős a Rosenzweiggel közösen kiadott német nyelvű bibliafordítása, amely a héber eredetihez leginkább igazodó szövegek egyike.

## Élete
Ortodox zsidó családba született Bécsben; Ukrajnában, Lvovban élő nagyapja révén a haszid zsidóság és a rabbinikus irodalom mély ismerője, de egy vallási krízise ráveszi az ortodox életmóddal való szakításra, és a filozófia felé fordul: Kantot, Kierkegaardot, Nietzschét olvas. 1896-ban a bécsi egyetemen filozófiát, művészettörténetet és germanisztikát tanul. 1898-ban csatlakozik a cionista mozgalomhoz, ahol megismerkedik későbbi feleségével, Paula Winklerrel, aki később tért át a zsidó hitre. 
1904-ben írja meg doktori disszertációját Beiträge zur Geschichte des Individuationsproblems címmel Jakob Böhméről és Nicolaus Cusanusról; ekkorra közelebb kerül a haszid mozgalomhoz is. 
Az első világháború idején a Der Jude című havilap szerkesztője. 1921-ben ismerkedik meg Franz Rosenzweiggel.
1923-ban írja meg a fő művének tekintett Ich und Du-t, amely egzisztencialista filozófiájának egyik legfontosabb kifejtése.
1930-tól a frankfurti egyetem professzora, de ettől zsidó származása miatt 1933-ban eltiltják. Ezután a zsidók felnőttoktatásával foglalkozik, mivel a kormány ekkorra megtiltotta a zsidók részvételét a közoktatásban. 1938-ban emigrál Németországból és Jeruzsálemben telepszik le, ahol a Héber Egyetemen tanít antropológiát és szociológiát. Az Ichud nevű politikai szervezet tagja, amely kettős nemzetiségű, arab-zsidó államot akar Palesztina területén, 1925-től részt vesz az ugyanilyen célú Brit Shalom (Békeszövetség) szervezésében. Egész életében reménykedett a béke sikeres lefektetésében.
A második világháború után előadássorozatokat tart Európa- és Amerika-szerte, haláláig írásain dolgozott és a jeruzsálemi héber egyetemen tanított.

## Munkássága
Buber többek között vallástudománnyal, az ortodox és ultraortodox misztikus zsidó mozgalmak megértésével foglalkozott. Ennek érdekében számos haszid elbeszélést fordított német nyelvre, melyek által ezek az egész világon ismertté váltak. Munkásságával hidat próbált verni a kelet-európai fenyegetett hagyományos zsidóság és a nyugati tudományos, felvilágosult modern gondolkodás között.
Franz Rosenzweiggel közösen 1925-ben nekiláttak a Tanakh, a Héber Biblia németre fordításának. Rosenzweig 1929-es halálát követően Buber egyedül folytatta a munkát, melyet 1961-ben fejezett be.
Filozófiai munkásságában elsősorban a perszonalizmus elkötelezettje volt. Művének alapkategóriája a „te” és a „Te” melyekkel az ember dialogikus egzisztenciáját és alapvető, Istennel való dialogikus közösségét dolgozta ki.

## Magyarul megjelent könyvei
- A zsidóság és az emberiség; ford. Ben Eleázár; Szabadsajtó Ny., Satu-Mare, 1925 (Zsidó renaissance könyvtár)
- A zsidóság megújhódása. A Makkabea főiskolás munkaközösség fordítása; Magyar Cionista Szövetség Ifjúsági Szakosztálya, Bp., 1940
- Az eszme kovácsai, 1. A zsidóságról. Moses Hess, Achad Haam, Martin Buber, Jakob Klatzkin írásai; vál., ford., jegyz. Danzig Hillél; Magyar Zsidók Pro Palesztina Szövetsége, Bp., 1942 (Javne könyvek)
- Száz chászid történet; ford., életrajz, jegyz. Pfeiffer Izsák; Magyar Zsidók Pro Palesztina Szövetsége, Bp., 1943 (Javne könyvek)
- Beszédek a nevelésről. In: Ész – élet – egzisztencia I. Szeged 385-415m 1990
- Ösvények Utópiában, 1991
- Én és te. Esszé; ford., tan. Bíró Dániel; Európa, Bp., 1991
- A tao tanítása; ford. Bíró Dániel, Kalmár Éva; Latin Betűk, Debrecen, 1996 ISBN 963-85580-4-0
- A próféták hite (ford. Bendl Júlia), Atlantisz Könyvkiadó, Budapest, 1998 (A kútnál), ISBN 9637978062
- Góg és Magóg. Haszid krónika; ford. Ács Gábor; Bábel, Bp., 1999 ISBN 963-85973-0-5
- Én és te. Budapest: Európa, 1999 ISBN 963-07-6537-3
- Angyal-, szellem- és démontörténetek (ford., előszó Miklós Tamás), Atlantisz Könyvkiadó, Budapest, 2002 (A kútnál) ISBN 963-9165-59-X
- Haszid történetek (ford. Rácz Péter), 2. jav. kiad.; Atlantisz Könyvkiadó, Budapest, 2006 (A kútnál), ISBN 9789639165939
- Istenfogyatkozás. Vizsgálódások vallás és filozófia kapcsolatáról; ford. Gáspár Csaba László; Typotex, Bp., 2017
- A hit két formája; ford. Görföl Tibor; Typotex, Bp., 2023